# Ludics
Na Teoria da Prova, Ludics é uma análise dos princípios que controlam as regras da lógica matemática. As principais características do Ludics são a noção de conectivos compostos usando uma técnica conhecida como “focalização” (inventada pelo cientista da computação Jean-Marc Andreoli), e seu uso de locais ou loci sobre uma base ao invés de proposições.
Mais precisamente, Ludics tenta reter os conectivos lógicos conhecidos e comportamento de prova, ao seguir o paradigma da computação interativa, similar ao que é feito na semântica dos jogos (game semantics), a qual é fortemente relacionado. Ao abstrair a noção de fórmulas e focar nos seus usos concretos, ou seja, ocorrências distintas, ela permite prover uma sintaxe abstrata para a ciência da computação, já que os loci podem ser vistos como ponteiros ou memória.
A primeira motivação de objetivos técnicos do Ludics é a descoberta da relação entre duas noções naturais, porém distintas, de tipo ou proposição.
A primeira visão, que pode ser denominada como a interpretação de proposições da teoria de prova (ou “ao estilo-Gentzen”), diz que o significado de uma proposição surge de suas regras de introdução e eliminação. A “focalização” refina este ponto de vista, ao diferenciar as proposições positivas, cujo significado surge de suas regras de introdução, das proposições negativas, cujo significado surge de suas regras de eliminação. Nos cálculos focados, é possível definir conectivos positivos ao fornecer somente regras de introdução, com a forma de regras de eliminação sendo forçadas por esta escolha. (Simetricamente, conectivos negativos podem ser definidos em cálculos focados ao fornecer somente regras de eliminação, com as regras de introdução forçadas por esta escolha).
A segunda visão, que pode ser denominada como a interpretação de proposições computacional (ou de Brouwer-Heyting-Komogorov), destaca a visão que fixa um sistema computacional e então fornece uma interpretação de “factibilidade” de proposições para dar-lhes algum conteúdo construtivo. Por exemplo, um realizador para a proposição “A implica B” é uma função computável que pega um realizador para A e o usa para computar um realizador para B. Observe que os modelos de factibilidade caracterizam realizadores para proposições em termos de seus comportamentos visíveis e não em termos de suas estruturas internas.
Girard mostra que para lógica linear refinada de segunda ordem, dado um sistema computacional com “não-terminação” e paradas de erro como efeitos, factibilidade e focalização dão o mesmo significado aos tipos.
O Ludics foram propostos pelo lógico Jean-Yves Girard. Seu artigo que apresenta o assunto, Locus solum: from the rules of logic to the logic of rules, tem algumas características que podem ser vistas como ‘excêntricas’ para uma publicação em lógica matemática (como por exemplo as ilustrações de Gambás Raivosos). É preciso notar que a intenção destas características é reforçar o ponto de vista de Jean-Yves Girard quando escrevia o artigo. E assim, oferece ao leitor a possibilidade de entender Ludics independente de seus contextos.